# 새만금사업추진기획단
새만금사업추진기획단(새萬金事業推進企劃團)은 새만금사업의 원활하고 효율적인 추진을 위해 설립된 대한민국 국무총리실 소속기관으로 새만금위원회의 간사를 겸임하는 새만금사업추진기획단장은 고위공무원 가급(1급 상당)의 일반직공무원으로 보한다. 서울특별시 종로구 새문안로5길 38 (도렴동 95-1) 정부중앙청사 별관에 위치하고 있었으나 2012년 9월 세종특별자치시 다솜로 261 (어진동) 정부세종청사 215호로 이전하였다.

## 연혁
- 2008년 12월 26일 새만금사업관리단 신설
- 2009년 9월 9일 새만금사업추진기획단으로 개편

## 주요 업무
- 새만금위원회 사무처리 및 지원에 관한 사항
- 내부 토지개발 기본구상 계획(종합실천계획을 포함한다)에 관한 사항
- 토지용도별 기본계획 조정에 관한 사항
- 새만금 관련 규정 제·개정에 관한 사항
- 새만금 수질환경 개선대책 마련에 관한 사항
- 새만금 재해·재난 및 담수호 수질·수량 통합관리에 관한 사항
- 새만금 투자유치 촉진 지원 및 홍보·대외협력에 관한 사항
- 사업시행과 관련하여 관계 기관이 요청하는 사항
- 그 밖에 새만금사업과 관련하여 필요하다고 인정하는 사항

## 조직

### 새만금사업추진기획단장

#### 정책기획관
- 정책총괄과
- 환경정책과
- 사업관리과

#### 개발정책관
- 개발기획과
- 문화홍보과
- 투자유치과

## 같이 보기
- 새만금위원회
- 새만금군산경제자유구역청
- 새만금지방환경청
- 새만금홍보관